# Wolfgang Kromp (Eishockeyspieler)
Wolfgang Kromp (* 17. September 1970 in Villach) ist ein ehemaliger österreichischer Eishockeystürmer, der seine ganze Karriere über für den EC VSV in der Österreichischen Eishockey-Liga spielte.

## Karriere
Kromp stammt aus dem Nachwuchs des EC VSV. Seit seinem Bundesliga-Debüt 1989 als 19-Jähriger bestritt er über 900 Spiele in der Österreichischen Eishockey-Liga. Kromp, ein gelernter linker Flügelstürmer, war auch als Verteidiger einsetzbar. Mit dem EC VSV konnte er fünfmal den österreichischen Meistertitel gewinnen.
Kromp spielte auch lange Zeit für die österreichische Nationalmannschaft. Er bestritt für Österreich vier A-Weltmeisterschaften und nahm zweimal an den Olympischen Winterspielen teil. Dabei kam er auf 24 Weltmeisterschafts- und elf Olympia-Spiele.
Nach der Saison 2009/10 beendete Kromp seine Profi-Karriere in der höchsten österreichischen Eishockeyliga und absolvierte noch eine Spielzeit auf Amateurlevel für den EC-SV Spittal in der „Carinthian Hockey Liga“.
Zwischen 2011 und 2016 gehörte er zum Trainerstab des EC VSV im Nachwuchsbereich.

## Erfolge und Auszeichnungen
- 1992 Österreichischer Meister mit dem EC VSV
- 1993 Österreichischer Meister mit dem EC VSV
- 1999 Österreichischer Meister mit dem EC VSV
- 2002 Österreichischer Meister mit dem EC VSV
- 2006 Österreichischer Meister mit dem EC VSV

## Karrierestatistik
(Legende zur Spielerstatistik: Sp oder GP = absolvierte Spiele; T oder G = erzielte Tore; V oder A = erzielte Assists; Pkt oder Pts = erzielte Scorerpunkte; SM oder PIM = erhaltene Strafminuten; +/− = Plus/Minus-Bilanz; PP = erzielte Überzahltore; SH = erzielte Unterzahltore; GW = erzielte Siegtore; 1 Play-downs/Relegation; Kursiv: Statistik nicht vollständig)